# گارسه
گارسه میز خانه بندی شده‌ای است که در چاپخانه، حروف برجسته سربی(مخصوص حروفچینی دستی) را داخل آن قرار می‌دهند. برای تسریع در حروفچینی دستی، حروف الفبا و تمام شکل‌های آن(اول، آخر و چسبان) و اعداد و علامت‌های معمول (مانند ویرگول و نقطه و ...) را با ترتیب خاصی در گارسه قرار می‌دهند. حروفچینی دستی عمدتا در کار با ماشین‌های چاپ لترپرس و ملخی کاربرد دارد.